# Ревизионистское государство
Ревизионистское государство (англ. Revisionist State) — термин из теории передачи власти, используемый в международных отношениях.

## Значение
Термин предполагает прямую корреляцию между гегемонией государства (политической и экономической) и его положением в качестве либо государства статус-кво или ревизионистского государства. Попавшие в последнюю категорию страны недовольны своим местом в международной системе и стремятся изменить действующую конфигурацию.

## Использование
Летом 2015 года объединенный комитет начальников штабов Пентагона выпустил национальную военную стратегию за текущий год, где Россия, Иран, Китай и КНДР названы ревизионистскими государствами и главной угрозой международной безопасности наряду с ИГИЛ. При этом в документе подчеркивается, что вышеуказанная четвёрка не представляет прямой военной угрозы США и их союзникам, однако её действия вызывают серьезную озабоченность.
РФ предъявляются претензии в неуважении к суверенитету соседних стран и готовности применить силу для достижения своих целей. В тексте упоминается техника «гибридной войны» в контексте отторжения Крыма от Украины, авторы стратегии обвиняют вооруженные силы РФ в подрыве региональной безопасности напрямую и через третьи силы. Всё это по их мнению нарушает «многочисленные договоренности, которые подписала Россия, и в которых она обязалась действовать в соответствии с международными нормами, включая Устав ООН, Хельсинкские соглашения, Основополагающий акт Россия — НАТО, Будапештский меморандум и Договор о ликвидации ракет средней и меньшей дальности».